# Sergio Álvarez Moya
Sergio Álvarez Moya (Avilés, 7 de enero de 1985) es un jinete español de salto ecuestre. Entre sus logros se cuentan un campeonato de Europa juvenil y dos campeonatos de España.

## Trayectoria
Comenzó su formación como jinete a la edad de siete años en la escuela de equitación del Club Deportivo el Forcón, en su ciudad natal, Avilés. Pronto comenzó a despuntar, logrando el campeonato de Asturias en categorías alevín e infantil y el oro por equipos en el campeonato de España representando a su club, El Forcón.
En 1999 afronta el nuevo reto de la categoría juvenil, en la que tuvo un buen estreno: fue Campeón de Asturias y subcampeón de España por equipos. Ya en 2001 se alzó con el campeonato de Europa juvenil (Junior European Show Jumping Championships en inglés) disputado en el Complejo Deportivo Las Mestas de Gijón, cuya clasificación final fue la siguiente:
| Medalla | Jinete          | Caballo           | Puntos |
| Oro     | Sergio Álvarez  | Flash de la Ramee | 4      |
| Plata   | Felix Hassmann  | Rodrigo 44        | 8      |
| Bronce  | Michael Kearins | Adventure Total   | 8      |

Desde 2005 es miembro del equipo español de Copa de las Naciones.
En 2006 renunció a su último año como joven jinete y disputó el campeonato del mundo de ese año en los Juegos Ecuestres Mundiales de 2006.
En julio de 2010 logró, con su caballo "Action Breaker", la tercera plaza en el Gran Premio de Aachen (Gran Premio Rolex por motivos de patrocinio), la prueba más importante del CHIO de Aquisgrán.
En junio de 2011 terminó en segunda posición en el CSI de Cannes, prueba del Global Champions Tour.
En 2012, incorpora a su cuadra al caballo "Carlo".
En 2016 se proclama campeón de España con el caballo "G and C Quitador Rochelais", en el Club Pineda de Sevilla. En 2020 vuelve a ganar el campeonato de España con "Valdocco des Caps", en el Centro Ecuestre Oliva Nova de Oliva (Valencia).

## Vida personal
Se educó en el Colegio San Fernando de Avilés. Estuvo casado con Marta Ortega Pérez , hija de Amancio Ortega y de Flora Pérez Marcote, con quien contrajo matrimonio el 18 de febrero de 2012 en el Pazo de Drozo, en Anceis, y tiene un hijo, Amancio, nacido el 5 de marzo de 2013. La pareja se separó en el año 2015.